# 滝川駿
滝川 駿（たきがわ しゅん、1906年10月25日 - 1988年1月4日）は、日本の小説家。
兵庫県生まれ。本名・佃 武応。日本大学中退。1929年読売新聞社に入り、1933年退社。谷孫六の推薦で吉川英治の日本青年文化協会の仕事を手伝う。「青年太陽」廃刊に従い谷の「財の教」に従事し、雑誌社の編集者などをへて作家となる。1944年『小堀遠州』で直木賞候補。

## 著書
- 武藤山治 戯曲 財界之日本社 1934
- オルレアンの処女 戯曲集 パンフレット文芸社 1940
- 小説 熊沢蕃山 青春篇、風流篇 読切講談社 1940-1942
- 小説熊沢蕃山 行地篇 読切講談社 1941
- 信州小諸城 パンフレット文芸社 1942
- 妖鏡伝 読切講談社 1942
- 元寇の乱 越後屋書房 1942
- 小堀遠州 佃書房 1944
- 池袋風俗 真珠書房 1947
- さつまいも太平記 大衆社 1948
- 世阿弥 大学書房 1955
- 運慶 圭文館 1962
- 蕃山は叫ぶ 今昔社 1968

## 参考
- 日本近代文学大事典
- 直木賞のすべて